# Малиновський Олексій Петрович
Олексі́й Петро́вич Малино́вський (11.04.1956—30.04.2017) — народний депутат України IV та V скликання.

## Життєпис
Народився 11 квітня 1956 року у м. Узин Київської області.
Українець; батько Петро Володимирович (1921—1982) і мати Катерина Федосіївна (1925—1986) — учителі; дружина Валентина Андріївна (1955) — учитель; син Максим (1977) — підприємець; дочка Олександра (1984) — студентка.
Захоплення: футбол, книги.
Освіта: вища, закінчив фізико-математичний факультет Черкаського державного педагогічного інституту (1973—1977), учитель фізики.
- 1977—1983 — служба в армії.
- 1983—1985 — вчитель СШ № 25 і № 4, міста Черкаси.
- 1985—1987 — викладач, заступник директора Черкаського СПТУ № 17.
- 1988—1991 — інструктор, завідувач відділу райкому КПУ, Черкаського міськкому КПУ.
- 1991—1998 — директор НВО «Конус», ТОВ «БМ-2».
- Березень 1998 — квітень 2002 — помічник-консультант народного депутата України В.Сінька.

1990—1998 — депутат Черкаської міськради народних депутатів.
З жовтня 1991 — голова Черкаського обкому СПУ; з 1998 — член Політвиконкому СПУ, голова Центральної контрольної комісії СПУ (з травня 2000).
Обраний депутатом Черкаської облради (квітень 2006).
Народний депутат України 4-го скликання з квітня 2002 по квітень 2006 від СПУ, № 14 в списку. На час виборів: помічник-консультант народного депутата України, член СПУ. Член фракції СПУ (з травня 2002), член Комітету з питань законодавчого забезпечення правоохоронної діяльності (з червня 2002).
Народний депутат України 5-го скликання з квітня 2006 по листопад 2007 від СПУ, № 10 в списку. На час виборів: народний депутат України, член СПУ. Член Комітету з питань законодавчого забезпечення правоохоронної діяльності (з липня 2006), член фракції СПУ (з квітня 2006).
Вересень 2007 — кандидат в народні депутати України від СПУ, № 9 в списку. На час виборів: народний депутат України, член СПУ.
На Парламентських виборах в Україні 2012 р. балотувався по одномандатному виборчому округу № 197 (Соснівський район м. Черкаси, Золотоніський, Канівський, Черкаський райони Черкаської області) від Соціалістичної партії.
Пішов з життя 30 квітня 2017 року.